# Pierre de Monicault
Pierre Jules Joseph de Monicault, né le 27 juin 1869 à Paris 8e et mort le 28 décembre 1953 à Versailleux, est un homme politique français.

## Biographie
Fils d'un officier de marine devenu propriétaire terrien, petit-fils d'Alexis de Monicault, préfet puis élu local de l'Ain, Pierre de Monicault est ingénieur agronome, et participe en 1891-1892 à des missions scientifiques au Moyen-Orient.
En 1896, il est élu maire de Versailleux, et constamment réélu par la suite. Après la Première Guerre Mondiale, pendant laquelle il a participé aux combats, il se présente aux législatives de 1919 sur une liste du Bloc national, et est élu député.
Inscrit au groupe de l'entente républicaine et démocratique, il développe une activité parlementaire assez intense, intervenant très fréquemment dans les débats, notamment sur les questions agricoles.
En 1924, il est le seul député de droite réélu dans l'Ain, et conserve son siège en 1928. Membre du groupe de l'union républicaine et démocratique, il passe de la commission de l'agriculture à celle des finances.
En 1932, il est battu par le radical Tony Revillon et abandonne la vie politique nationale. Il est cependant nommé membre du Conseil national du régime de Vichy. N'ayant pas été compromis dans la collaboration pendant la Seconde Guerre mondiale, il n'est pas poursuivi à la Libération. Il abandonne totalement la vie politique et meurt en décembre 1953.

## Fonctions et mandats
- Maire de Versailleux : à partir de 1896 (année de fin de mandat inconnue).
- Député de l’Ain : 1919-1932.
- Président du Conseil départemental de l'Ain : 1942-1945
- Membre et président de l’Académie d’agriculture de France.

### Sources
- « Pierre de Monicault », dans le Dictionnaire des parlementaires français (1889-1940), sous la direction de Jean Jolly, PUF, 1960 [détail de l’édition]